# Güzin Çorağan
Güzin Çorağan (* 29. Oktober 1943 in Bursa; † 22. November 2022 in Gömeç) war eine türkische Schauspielerin.

## Leben und Karriere
Çorağan begann ihre Schauspielkarriere 1962 am Bursa Oda Tiyatrosu. Bekanntheit erlangte sie vor allem für ihre Rolle in der Serie Bizimkiler. Neben ihrer Arbeit im Fernsehen spielte sie in mehreren Kinofilmen, darunter Asiye Nasıl Kurtulur?, Selamsız Bandosu, Düttürü Dünya und Karılar Koğuşu.  Ihre letzte Rolle hatte sie in der Serie Hanımın Çiftliği.
Çorağan war mit dem Schauspieler Tayfun Çorağan verheiratet. Nach ihrer aktiven Karriere zog sich das Paar nach Gömeç zurück, wo sie bis zu ihrem Tod lebten. Am 27. November 2022 starb sie im Alter von 79 Jahren.

## Filmografie
- 1974: Askerin Dönüşü
- 1986: Asiye Nasıl Kurtulur?
- 1986: Milyarder
- 1986: Yoksul
- 1987: Selamsız Bandosu
- 1988: Düttürü Dünya
- 1991: İlk Aşk
- 1993: Tatlı Betüş
- 1993: Yazlıkçılar
- 1999: Duruşma
- 1992–2002: Bizimkiler
- 2004: Bütün Çocuklarım
- 2005: Maskeli Beşler İntikam Peşinde
- 2006: Karagümrük Yanıyor
- 2009: Hanımın Çiftliği